# Miss USA 1998
A 47ª edição do concurso Miss USA foi realizada em Shreveport, Luisiana, em março de 1998. A competição preliminar foi realizada no dia 6 de março e a competição final, no dia 10 de março de 1998. A disputa foi vencida por Shawnae Jebbia, do Massachusetts, que recebeu a coroa de sua antecessora, Brandi Sherwood, do Idaho.
O concurso foi realizado pelo segundo ano consecutivo em Shreveport, que receberia o Miss Teen USA mais tarde, no mesmo ano. O co-proprietário do concurso, Donald Trump, sugerira que o evento fosse realizado na Cidade de Nova Iorque. No entanto, um acordo assinado em novembro de 1997 manteve o concurso na cidade da Luisiana. Durante as duas semanas em que as candidatas estiveram em Shreveport, as empresas da cidade foram beneficiadas com os negócios extras gerados com o concurso e receberam um total de três minutos de exposição publicitária durante a final televisionada. A audiência global esperada foi de 100 milhões de telespectadores.
O concurso foi apresentado pelo ator da novela The Young and the Restless J. Eddie Peck e Ali Landry, Miss USA 1996. Julie Moran, co-apresentadora do Entertainment Tonight, foi escalada para comentar os desfiles. O grupo pop feminino She Moves foi a atração musical da noite. Susan Winston e Dan Funk foram designados para serem os produtores executivos do certame, exibido pela rede CBS.
Durante a competição, em um segmento pré-gravado, a atriz Halle Berry, Miss Ohio USA 1986 e segunda colocada do Miss USA 1986, recebeu um prêmio especial por seus trabalhos de atuação pós-concurso.

## Resultados

### Classificação final
| Resultado Final | Candidata |
| --------------- | --- |

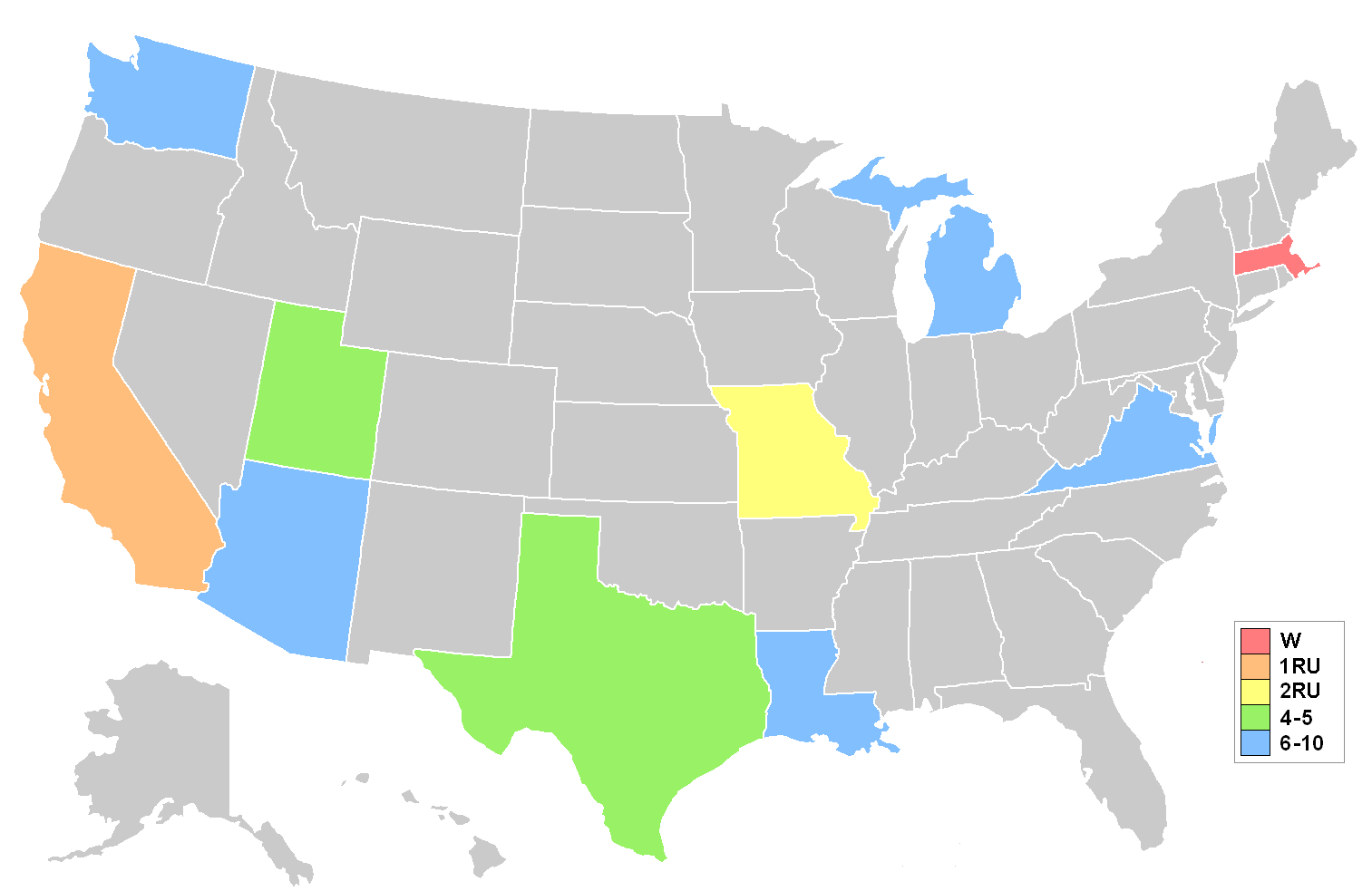
Mapa mostrando as classificações por Estado

| Miss USA 1998   | - Massachusetts - Shawnae Jebbia |
| 2ª colocada     | - Califórnia - Shauna Gambill |
| 3ª colocada     | - Missouri - Melanie Breedlove |
| Top 5           | - Utah - Melissa Leigh Anderson - Texas - Holly Mills                                                                                             |
| Top 10          | - Arizona - Stacey Kole - Luisiana - Debbie Delhomme - Washington - Natasha Vantramp - Michigan - Johnelle Ryan - Virgínia - Meredith Blankenship |

### Premiações especiais
- Miss Simpatia: Vera Morris (Carolina do Norte)
- Miss Fotogenia: Sonja Glenn (South Carolina)
- Premiação de Estilo: Meredith Blankenship (Virginia)
- Melhor em Traje de Banho: Shawnae Jebbia (Massachusetts)

### Competição final
| \| Estado \| Entrevista \| Traje de Banho \| Traje de Gala \| Média \| Finalistas \| \| ------------- \| ---------- \| -------------- \| ------------- \| ----- \| ---------- \| \| Massachusetts \| 8.90 \| 9.41 \| 9.65 \| 9.32 \| 9.34 \| \| Missouri \| 9.23 \| 9.33 \| 9.11 \| 9.22 \| 9.28 \| \| Texas \| 9.06 \| 9.15 \| 9.18 \| 9.13 \| 9.01 \| \| Califórnia \| 9.07 \| 9.23 \| 9.08 \| 9.12 \| 9.26 \| \| Utah \| 9.12 \| 8.91 \| 8.95 \| 9.00 \| 9.16 \| \| Arizona \| 8.90 \| 8.93 \| 8.86 \| 8.90 \| \| \| Luisiana \| 8.78 \| 8.80 \| 9.05 \| 8.87 \| \| \| Washington \| 8.67 \| 9.04 \| 8.80 \| 8.83 \| \| \| Michigan \| 8.61 \| 9.08 \| 8.66 \| 8.78 \| \| \| Virginia \| 8.53 \| 8.65 \| 8.83 \| 8.67 \| \| | Vencedora 2ª colocada 3ª colocada Finalistas |                |               |       |            |
| Estado | Entrevista                                   | Traje de Banho | Traje de Gala | Média | Finalistas |
| Massachusetts | 8.90                                         | 9.41           | 9.65          | 9.32  | 9.34       |
| Missouri | 9.23                                         | 9.33           | 9.11          | 9.22  | 9.28       |
| Texas | 9.06                                         | 9.15           | 9.18          | 9.13  | 9.01       |
| Califórnia | 9.07                                         | 9.23           | 9.08          | 9.12  | 9.26       |
| Utah | 9.12                                         | 8.91           | 8.95          | 9.00  | 9.16       |
| Arizona | 8.90                                         | 8.93           | 8.86          | 8.90  |            |
| Luisiana | 8.78                                         | 8.80           | 9.05          | 8.87  |            |
| Washington | 8.67                                         | 9.04           | 8.80          | 8.83  |            |
| Michigan | 8.61                                         | 9.08           | 8.66          | 8.78  |            |
| Virginia | 8.53                                         | 8.65           | 8.83          | 8.67  |            |

## Candidatas
| - Alabama - Paige Brooks - Alasca - Pamela Kott - Arizona - Stacey Kole - Arcansas - Kami Tice - Califórnia - Shauna Gambill - Colorado - Michelle Stanley - Connecticut - Kristina Hughes - Delaware - Sherri Davis - Distrito de Columbia - Zanice Lyles - Flórida - Jamie Converse - Geórgia - Edlyn Lewis - Havaí - Tiffini Hercules - Idaho - Melinda Grasmick - Illinois - Mandy Lane - Indiana - Nicole Llewelyn - Iowa - Jamie Solinger - Cansas - Cammie Morrisseau - Kentucky - Nancy Bradley - Luisiana - Debbie Delhomme - Maine - Kathy Morse - Maryland - Maria Lynn Sheriff - Massachusetts - Shawnae Jebbia - Michigan - Johnelle Ryan - Minnesota - Josan Hengen - Mississippi - Angela Whatley - Missouri - Melanie Breedlove | - Montana - Reno Wittman - Nebrasca - Jennifer Naro - Nevada - Tammie Rankin - Nova Hampshire - Nadia Semerdjiev - Nova Jérsei - Kelli Parz - Novo México - Maya Strunk - Nova York - Susan Wisdom - Carolina do Norte - Vera Morris - Dacota do Norte - Alison Nesemeir - Ohio - Cynthia Madden - Oklahoma - Anne-Marie Dixon - Oregon - Kara Jones - Pensilvânia - Kimberly Jaycox - Rhode Island - Connie Harrolle - Carolina do Sul - Sonja Glenn - Dacota do Sul - Lori O’Brien - Tennessee - Amy Neely - Texas - Holly Mills - Utah - Melissa Leigh Anderson - Vermont - Cathy Bliss - Virgínia - Meredith Blankenship - Washington - Natasha Vantramp - Virgínia Ocidental - Susan Booth - Wisconsin - Michelle Altman - Wyoming - Megan Wigert |

## Importância histórica
- Esta foi a primeira vitória de Massachusetts na história do concurso.
- Esta foi a melhor colocação para a California desde que Shannon Marketic venceu o Miss USA 1992.
- Missouri igualou sua melhor classificação na história do concurso pela terceira vez.  Missouri terminou em terceiro lugar em 1952 e 1963.
- Esta é a melhor classificação de Utah desde 1982.
- Texas teve sua melhor classificação e se classificou pela terceira vez desde que Chelsi Smith venceu o Miss USA 1995 e depois o Miss Universo 1995.
- Luisiana se classificou pela primeira vez desde que Ali Landry venceu o Miss USA 1996.
- Esta é a primeira classificação de Washington para as semifinaia desde 1983.
- Michigan ficou no Top 10 pela segunda vez desde que Kenya Moore venceu o Miss USA 1993.
- Pela primeira vez desde 1993, dez ex-candidatas estaduais do Miss Teen USA competiram no concurso Miss USA.
- Pela segunda vez desde 1984, o concurso apresentou duas ex-vencedoras do Miss Teen USA.  Miss Teen USA 1983 e 1984 competiram no Miss USA 1984 pageant como "Miss Teen USA" além de terem vencido o título naquele ano.  Desta vez, as duas vencedoras do Miss Teen USA venceram seus respectivos concursos estaduais.  Esta foi a primeira vez que duas Miss Teen USAs representaram seus Estados no Miss USA após a mudança de regra em 1985.
  - Miss Teen USA 1994 Shauna Gambill, como Miss California USA 1998, ficou em segundo lugar.
  - Miss Teen USA 1992 Jamie Solinger, como Miss Iowa USA 1998, não se classificou.
- Este foi o primeiro ano em que três das cinco primeiras colocadas foram candidatas estaduais do Miss Teen USA.
  - Gambill, Miss California Teen USA 1994, ficou em segundo lugar.
  - Melanie Breedlove, Miss Missouri Teen USA 1993, como Miss Missouri USA 1998, ficou em terceiro.
  - Melissa Leigh Anderson, Miss Utah Teen USA 1990, como Miss Utah USA 1998, ficou em quarto.
- O prêmio de Miss Fotogenia foi decidido numa pesquisa de Internet pelo segundo ano.[9]

## Crossovers
Onze candidatas competiram anteriormente tanto nos concursos Miss Teen USA ou Miss América.
Candidatas que tiveram títulos estaduais anteriores de Miss Teen USA:
- Melissa Leigh Anderson (Utah) - Miss Utah Teen USA 1990
- Catherine Bliss (Vermont) - Miss New York Teen USA 1990
- Nicole Llewellen (Indiana) - Miss Indiana Teen USA 1992 (Semi-finalista no Miss Teen USA 1992)
- Jamie Solinger (Iowa) - Miss Iowa Teen USA 1992, Miss Teen USA 1992
- Tammie Rankin (Nevada) - Miss Nevada Teen USA 1993
- Melanie Breedlove (Missouri) - Miss Missouri Teen USA 1993
- Kelli Paarz (Nova Jérsei) - Miss New Jersey Teen USA 1994  (Semi-finalista no Miss Teen USA 1994)
- Shauna Gambill (California) - Miss California Teen USA 1994, Miss Teen USA 1994
- Allison Nesemeier (Dacota do Norte) - Miss North Dakota Teen USA 1994
- Anne-Marie Dixon (Oklahoma) - Miss Illinois Teen USA 1995  (Finalista no Miss Teen USA 1995)

Candidata que tivera um título estadual de Miss America:
- Michelle Stanley (Colorado) - Miss Colorado 1996

Candidata que competiu no Miss Mundo 1998:
- Shauna Gambill (California)